# Tsedaka
Tsedaka is een Hebreeuws woord (צדקה, in het Nederlands-Jiddisch tsedoke) dat in het jodendom refereert aan het gebod te geven aan behoeftigen. Tsedaka is afgeleid van tsedek, hetgeen in het Bijbels Hebreeuws rechtvaardigheid betekent. Het wordt meestal vertaald als 'liefdadigheid', hoewel anders dan liefdadigheid tsedaka geen vrijwillig geven betreft maar een religieuze verplichting. De verplichting namelijk tot herverdeling van gelden en het nemen van sociale verantwoordelijkheid voor behoeftigen. Als richtlijn wordt 10 procent van het verkregen loon/geld gehanteerd dat aan liefdadigheid gegeven dient te worden.
Hoewel het geven zelf een gebod is, bepaalde Maimonides dat er acht legitieme niveaus zijn waarop de tsedaka-verplichting kan worden ingevuld. Deze zijn opgesteld in de volgorde van het meest verheven tot het meest elementaire niveau:
1. werk verstrekken aan een arm persoon (of de persoon geld lenen om een zaak te starten) zodat deze niet meer van tsedaka of liefdadigheid afhankelijk is.
2. anoniem geven aan een onbekende ontvanger.
3. anoniem geven aan een bekende ontvanger.
4. publiekelijk geven aan een onbekende ontvanger.
5. publiekelijk geven aan een bekende ontvanger, voor het wordt verzocht
6. publiekelijk voldoende geven aan een bekende ontvanger, nadat het wordt verzocht.
7. publiekelijk onvoldoende geven aan een bekende ontvanger, maar gewillig.
8. publiekelijk ongewillig geven aan een bekende ontvanger.